# Dominic Storey
Dominic Storey (ur. 15 października 1989 roku) – nowozelandzki kierowca wyścigowy.

## Kariera
Po zakończeniu startów w kartingu, Dominic postanowił rozpocząć poważną karierę wyścigową, debiutując w Azjatyckiej Formule BMW. Storey pięciokrotnie stanął na podium, ostatecznie kończąc zmagania na 5. miejscu. W przerwie zimowej wziął udział w jednej rundzie serii Toyota Racing. Zdobyte punkty sklasyfikowały go na 21. pozycji.
W sezonie 2007 zaliczył udział w rundzie na torze Oulton Park Brytyjskiej Formuły BMW. Dzięki piątemu oraz dwunastemu miejscu Nowozelandczyk uzyskał punkty, które uplasowały go na przedostatniej 21. lokacie. Dominic ponownie zaangażował się w serię Toyoty, tym razem jednak startując w pełnym wymiarze. Najwyższą pozycją Storeya była trzecia pozycja, a w ogólnej punktacji znalazł się na 7. miejscu. W roku 2008 wystartował w rundzie zachodnioeuropejskiej Formuły Renault na portugalskim obiekcie Estoril (nie był liczony do klasyfikacji). Pierwszego wyścigu nie ukończył, natomiast drugi zakończył na dwudziestej lokacie.
Sezon 2009 ponownie spędził na pojedynczych startach, co było związane z problemami finansowymi Nowozelandczyka. Dominic wziął udział w dwóch rundach zachodnioeuropejskiej oraz europejskiej Formuły Renault. Zdobyte punkty uplasowały go odpowiednio na odpowiednio na 26. i 14. miejscu. Storey pojawił się na starcie również w Brytyjskiej Formule 3, na angielskim torze Donington Park. Nie zdobył jednak punktów, dojeżdżając w jednym z wyścigów do mety na czternastej lokacie.
Po roku przerwy, Nowozelandczyk podpisał kontrakt z hiszpańskim ekipą Pons Racing na starty w Formule Renault 3.5. Współpraca z zespołem trwała jednak zaledwie jedną rundę, po której zastąpił go Francuz Jean-Karl Vernay. Na hiszpańskim torze Alcanaz uplasował się w dolnej części stawki. Dominic przeniósł się do Serii GP3, gdzie ścigał się w innej hiszpańskiej stajni – Barwa Addax. I tu jednak okupował jedne z najniższych pozycji. Po zaledwie czterech wyścigach jego miejsce zajął kolejny z Francuzów Tom Dillmann.

## Statystyki
| Sezon   | Seria                               | Zespół                     | Wyścigi | Zwycięstwa | PP | NO | Podium | Punkty | Pozycja |
| ------- | ----------------------------------- | -------------------------- | ------- | ---------- | -- | -- | ------ | ------ | ------- |
| 2006    | Azjatycka Formuła BMW               | Eurasia Motorsport         | 19      | 0          | 0  | 0  | 5      | 142    | 5       |
| 2006–07 | Toyota Racing Series                | Auto Motion                | 2       | 0          | 0  | 0  | 0      | 52     | 21      |
| 2007    | Brytyjska Formuła BMW               | Räikkönen Robertson Racing | 2       | 0          | 0  | 0  | 0      | 52     | 21      |
| 2007–08 | Toyota Racing Series                | Ken Smith Motorsport       | 21      | 0          | 1  | 1  | 1      | 792    | 7       |
| 2008    | Zachodnioeuropejska Formuła Renault | Boutsen Energy Racing      | 2       | 0          | 0  | 0  | 0      | 0      | NS†     |
| 2009    | Europejska Formuła Renault          | SG Formula                 | 4       | 0          | 0  | 0  | 0      | 2      | 26      |
| 2009    | Zachodnioeuropejska Formuła Renault | SG Formula                 | 4       | 0          | 0  | 0  | 0      | 8      | 14      |
| 2009    | Brytyjska Formuła 3                 | Räikkönen Robertson Racing | 2       | 0          | 0  | 0  | 0      | 0      | NS†     |
| 2011    | Formuła Renault 3.5                 | Pons Racing                | 2       | 0          | 0  | 0  | 0      | 0      | 35      |
| 2011    | Seria GP3                           | Barwa Addax                | 4       | 0          | 0  | 0  | 0      | 0      | 37      |
| 2012    | V8SuperTourer                       | John McIntyre Racing       | 2       | 0          | 0  | 0  | 0      | 0      | 44      |

† – Storey nie był liczony do klasyfikacji.

## Wyniki w GP3
| Legenda oznaczeń w tabelach wyników Wyświetl szablon na nowej stronie | Legenda oznaczeń w tabelach wyników Wyświetl szablon na nowej stronie                                                                     |
| Oznaczenie                                                            | Wyjaśnienie |
| --------------------------------------------------------------------- | --- |
| Złoty                                                                 | Zwycięzca lub mistrzostwo |
| Srebrny                                                               | 2. miejsce lub wicemistrzostwo |
| Brązowy                                                               | 3. miejsce lub II wicemistrzostwo |
| Zielony                                                               | Ukończył, punktował (w klasyfikacji generalnej, gdy zdobył co najmniej jeden punkt na przestrzeni sezonu, poza trzema powyższymi opcjami) |
| Niebieski                                                             | Ukończył, nie punktował (w klasyfikacji generalnej, gdy nie zdobył co najmniej jednego punktu na przestrzeni sezonu)                      |
| Czerwony                                                              | Nie zakwalifikował się (NZ) |
| Czerwony                                                              | Nie prekwalifikował się (NPK) |
| Różowy                                                                | Nie ukończył (NU) |
| Różowy                                                                | Niesklasyfikowany (NS) (w klasyfikacji generalnej, gdy nie został sklasyfikowany w żadnym wyścigu sezonu)                                 |
| Czarny                                                                | Zdyskwalifikowany (DK) |
| Czarny                                                                | Wykluczony (WYK/EX) |
| Biały                                                                 | Nie wystartował (NW) |
| Biały                                                                 | Kontuzjowany (K/INJ) |
| Biały                                                                 | Wyścig odwołany (OD/C) |
| Bez koloru                                                            | Został wycofany (WYC/WD) |
| Bez koloru                                                            | Nie przybył (NP/DNA) |
| Bez koloru                                                            | Nie brał udziału w treningach (NT/DNP) |
| Bez koloru                                                            | Nie został zgłoszony (–) |
| Pogrubienie                                                           | Start z pole position |
| Kursywa                                                               | Najszybsze okrążenie wyścigu |
| †                                                                     | Nie ukończył, ale jego rezultat został zaliczony ze względu na przejechanie więcej niż 90% dystansu wyścigu.                              |
| *                                                                     | Sezon w trakcie |
| 1/2/3                                                                 | Punktowana pozycja w sprincie kwalifikacyjnym                                                                                             |
| Lista systemów punktacji Formuły 1                                    | |

| Rok  | Zespół     | Wyniki w poszczególnych eliminacjach | Wyniki w poszczególnych eliminacjach | Wyniki w poszczególnych eliminacjach | Wyniki w poszczególnych eliminacjach | Wyniki w poszczególnych eliminacjach | Wyniki w poszczególnych eliminacjach | Wyniki w poszczególnych eliminacjach | Wyniki w poszczególnych eliminacjach | Wyniki w poszczególnych eliminacjach | Wyniki w poszczególnych eliminacjach | Wyniki w poszczególnych eliminacjach | Wyniki w poszczególnych eliminacjach | Wyniki w poszczególnych eliminacjach | Wyniki w poszczególnych eliminacjach | Wyniki w poszczególnych eliminacjach | Wyniki w poszczególnych eliminacjach | Punkty | Pozycja |
| ---- | ---------- | ------------------------------------ | ------------------------------------ | ------------------------------------ | ------------------------------------ | ------------------------------------ | ------------------------------------ | ------------------------------------ | ------------------------------------ | ------------------------------------ | ------------------------------------ | ------------------------------------ | ------------------------------------ | ------------------------------------ | ------------------------------------ | ------------------------------------ | ------------------------------------ | ------ | ------- |
| 2011 | Addax Team | TUR                                  | TUR                                  | ESP                                  | ESP                                  | VAL                                  | VAL                                  | GBR                                  | GBR                                  | DEU                                  | DEU                                  | HUN                                  | HUN                                  | BEL                                  | BEL                                  | ITA                                  | ITA                                  | 0      | 37      |
| 2011 | Addax Team | 20                                   | NU                                   | NU                                   | 27†                                  | -                                    | -                                    | -                                    | -                                    | -                                    | -                                    | -                                    | -                                    | -                                    | -                                    | -                                    | -                                    | 0      | 37      |

## Wyniki w Formule Renault 3.5
| Legenda oznaczeń w tabelach wyników Wyświetl szablon na nowej stronie | Legenda oznaczeń w tabelach wyników Wyświetl szablon na nowej stronie                                                                     |
| Oznaczenie                                                            | Wyjaśnienie |
| --------------------------------------------------------------------- | --- |
| Złoty                                                                 | Zwycięzca lub mistrzostwo |
| Srebrny                                                               | 2. miejsce lub wicemistrzostwo |
| Brązowy                                                               | 3. miejsce lub II wicemistrzostwo |
| Zielony                                                               | Ukończył, punktował (w klasyfikacji generalnej, gdy zdobył co najmniej jeden punkt na przestrzeni sezonu, poza trzema powyższymi opcjami) |
| Niebieski                                                             | Ukończył, nie punktował (w klasyfikacji generalnej, gdy nie zdobył co najmniej jednego punktu na przestrzeni sezonu)                      |
| Czerwony                                                              | Nie zakwalifikował się (NZ) |
| Czerwony                                                              | Nie prekwalifikował się (NPK) |
| Różowy                                                                | Nie ukończył (NU) |
| Różowy                                                                | Niesklasyfikowany (NS) (w klasyfikacji generalnej, gdy nie został sklasyfikowany w żadnym wyścigu sezonu)                                 |
| Czarny                                                                | Zdyskwalifikowany (DK) |
| Czarny                                                                | Wykluczony (WYK/EX) |
| Biały                                                                 | Nie wystartował (NW) |
| Biały                                                                 | Kontuzjowany (K/INJ) |
| Biały                                                                 | Wyścig odwołany (OD/C) |
| Bez koloru                                                            | Został wycofany (WYC/WD) |
| Bez koloru                                                            | Nie przybył (NP/DNA) |
| Bez koloru                                                            | Nie brał udziału w treningach (NT/DNP) |
| Bez koloru                                                            | Nie został zgłoszony (–) |
| Pogrubienie                                                           | Start z pole position |
| Kursywa                                                               | Najszybsze okrążenie wyścigu |
| †                                                                     | Nie ukończył, ale jego rezultat został zaliczony ze względu na przejechanie więcej niż 90% dystansu wyścigu.                              |
| *                                                                     | Sezon w trakcie |
| 1/2/3                                                                 | Punktowana pozycja w sprincie kwalifikacyjnym                                                                                             |
| Lista systemów punktacji Formuły 1                                    | |

| Rok  | Zespół      | Wyniki w poszczególnych eliminacjach | Wyniki w poszczególnych eliminacjach | Wyniki w poszczególnych eliminacjach | Wyniki w poszczególnych eliminacjach | Wyniki w poszczególnych eliminacjach | Wyniki w poszczególnych eliminacjach | Wyniki w poszczególnych eliminacjach | Wyniki w poszczególnych eliminacjach | Wyniki w poszczególnych eliminacjach | Wyniki w poszczególnych eliminacjach | Wyniki w poszczególnych eliminacjach | Wyniki w poszczególnych eliminacjach | Wyniki w poszczególnych eliminacjach | Wyniki w poszczególnych eliminacjach | Wyniki w poszczególnych eliminacjach | Wyniki w poszczególnych eliminacjach | Wyniki w poszczególnych eliminacjach | Punkty | Pozycja |
| ---- | ----------- | ------------------------------------ | ------------------------------------ | ------------------------------------ | ------------------------------------ | ------------------------------------ | ------------------------------------ | ------------------------------------ | ------------------------------------ | ------------------------------------ | ------------------------------------ | ------------------------------------ | ------------------------------------ | ------------------------------------ | ------------------------------------ | ------------------------------------ | ------------------------------------ | ------------------------------------ | ------ | ------- |
| 2011 | Pons Racing | ARA                                  | ARA                                  | BEL                                  | BEL                                  | ITA                                  | ITA                                  | MON                                  | DEU                                  | DEU                                  | HUN                                  | HUN                                  | GBR                                  | GBR                                  | FRA                                  | FRA                                  | CAT                                  | CAT                                  | 0      | 35      |
| 2011 | Pons Racing | 20                                   | 19                                   | -                                    | -                                    | -                                    | -                                    | -                                    | -                                    | -                                    | -                                    | -                                    | -                                    | -                                    | -                                    | -                                    | -                                    | -                                    | 0      | 35      |